# Fort Wayne (Indiana)
Fort Wayne város az USA Indiana államában. Lakosainak száma 263 886 fő (2020).

## Népesség
A település népességének változása:

| 2010 | 253 691 |
| 2020 | 263 886 |